# Les Barbares
Pour les autres œuvres du même nom, voir Les Barbares (homonymie).
Albums de Bernard Lavilliers
Le Stéphanois
(1974) 15e Round
(1977)
Singles
1. Les barbares
Sortie : 1976

Les Barbares est un album studio de Bernard Lavilliers sorti en 1976, le 4ème de sa carrière, qui s'est révélé selon l'édition française du magazine Rolling Stone le 36e meilleur album de l'histoire du rock français. C'est aussi le nom de la chanson-titre de cet album de Bernard Lavilliers, à la musique très dépouillées, décrivant la lutte des classes par des paroles autobiographiques pour un chanteur qui a grandi dans la ville industrielle de Saint-Etienne, une des capitales françaises du charbon et de l'acier.
L'album porte le nom de son "premier grand succès", le titre "Les barbares", au ton à la fois "lucide et caustique" et qui "préfigure déjà ce qui sera sa griffe". Selon le début de la chanson, "les Barbares habitaient dans les angles tranchants, des cités exilées au large du business" et et leurs conditions de travail sont annoncées cash: "la nuit, le haut fourneau mijotait ses dollars. La fumée ruisselait sur nos casques rouillés", le chanteur se définissant comme l'un d'eux, aspirant à s'évader, en écrivant que "la noirceur des blousons nous faisait des étés". Selon son ami toulousain Georges Baux, elle exprimer la "fierté de travailler", malgré "la douleur d'un métier fatiguant" et à l'Olympia, c'est la chanson qu'il joue en premier, comme le reflète le double album live de T'es vivant...? enregistré à l'Olympia en mars 1978 et paru la même année,. Le chanteur acceptera plus tard d'être le conteur d'une série sur le sujet.
Au sein de l'album, Les Barbares n'est pas la seule chanson inspirée par la classe ouvrière, c'est aussi le cas de Fensch vallée, consacrée à la région éponyme du bassin sidérurgique de Lorraine, un autre secteur de hauts-fournaux que Saint-Etienne, où le "nom des patelins se termine par ange", Knutange, Nilvange, Hayange, Seremange-Erzange, Florange. Bernard Lavilliers rappelle qu'il a toujours pris la défense du milieu ouvrier, qui "lui tient énormément à cœur", et chanté dans des usines occupées en mai 68,. Il a commencé à travailler comme tourneur-fraiseur à la Manufacture d’armes de Saint-Étienne, où travaillait son père .
L'album comporte aussi des chansons sur le métier d'artiste comme Plus dure sera la chute, Haute surveillance, et La Musique et un chanson ironique sur le passé trouble d'un policier bien rangé : Junkie.
Après cet album,  premier grand succès du chanteur, Richard Marsan, directeur artistique de la maison de disques Barclay est content et l'a emmené chez Eddie Barclay, qui lui a donné une avance sur recettes, permettant d'avoir pour ses spectacles un vrai camion et des vraies affiches, tout ce que n'avait pas Francis Dreyfus, son premier producteur.

## Reprise
Le chanteur Nikola reprend "Les barbares" au Printemps de Bourges 2022;

## Titres
1. Les Barbares
2. Fensch vallée
3. Berceuse pour une shootée
4. Plus dure sera la chute
5. Haute surveillance
6. La Zone
7. Écoute
8. Junkie
9. La Musique

Toutes les compositions sont de Bernard Lavilliers.